# 秋葉神社 (長野市権堂町)
秋葉神社（あきばじんじゃ）は、長野県長野市鶴賀権堂町にある神社。
長野市の繁華街である権堂の中心であり、社務所・公民館・権堂町事務所が境内にある。境内前から旧イトーヨーカドー長野店（現 綿半スーパーセンター権堂店）に続く「ごんどう広場」は、1988年（昭和63年）に市の都市景観賞を受賞している。また、越年祭・節分・七五三など、多くの行事が秋葉神社を中心に行われる。

## 沿革
もともと往生院の境内にあったが、1847年（弘化4年）善光寺地震で焼失。1855年（安政2年）遠江国秋葉山から神像を勧請し、裏権堂通りの南の外れに移した。この頃、祭礼などは各五人組が当番で行っていた。
地震後の社殿は仮殿だったらしく、権堂村では1865年（慶応元年）から再建に取り掛かり、翌年には完成した。大工は妻科の宮大工・池田（立川）文四郎ではないかと推測される。
1877年（明治10年）遊郭道路が新設されて社地の一部が道路になり、1891年（明治24年）停車場新道（千歳町通り）が開通して、また社地の一部を削られた。さらに1894年（明治27年）に遊郭道路を改修することになり、秋葉神社境内中央が通路になることになったので、権堂町は社地400坪を売って現在地に1000坪の地を買い、同年11月にそこへ本殿を移し、1897年（明治30年）5月、遊郭の人々が拝殿を建て、権堂町は基金を寄付した。なお、移転に伴う工事のため、ご神体は一時武井神社に安置されることとなった。
1934年（昭和9年）2月3日の節分には、秋葉神社の玉垣、社務所が新築されたため、例年にない盛大な追儺祭が行われた。同夜は7時花火を合図に50名の権堂芸子が区長宅から木遣り音戸で繰り出し、8時神社に至り厄除け祈願をしたのち「鬼追い福は内」を舞い、続いて年男年女の豆まきをやり、芸子の名入りの手ぬぐい千本などがまかれた。
その後も秋祭り、例祭など事あるごとに権堂では盛大な祭りを行ってきた。1951年（昭和26年）2月8日の夜の追儺祭では、豆まき見物1000余名の群衆にもまれ、転んだ拍子に後ろの人に踏まれた18歳の女性が意識不明で病院に運ばれている。
1962年（昭和37年）敷地の大部分を大型店に譲り、秋葉神社を大峰山に移す計画が倉島至長野市長から出る。1978年（昭和53年）のイトーヨーカ堂長野店開業までの間、様々な賛否両論の議論が巻き起こるが、結局は現状に近い形で残されることとなった。
境内には天神社・稲荷社もあったが、1971年（昭和46年）に廃止になった。
1977年（昭和52年）、イトーヨーカ堂に境内の一部を貸与。その一部は権堂広場と名付けられた。
1978年（昭和53年）1月末日には、旧社務所跡地に社務所・権堂町公民館が新築落成した。

## 境内

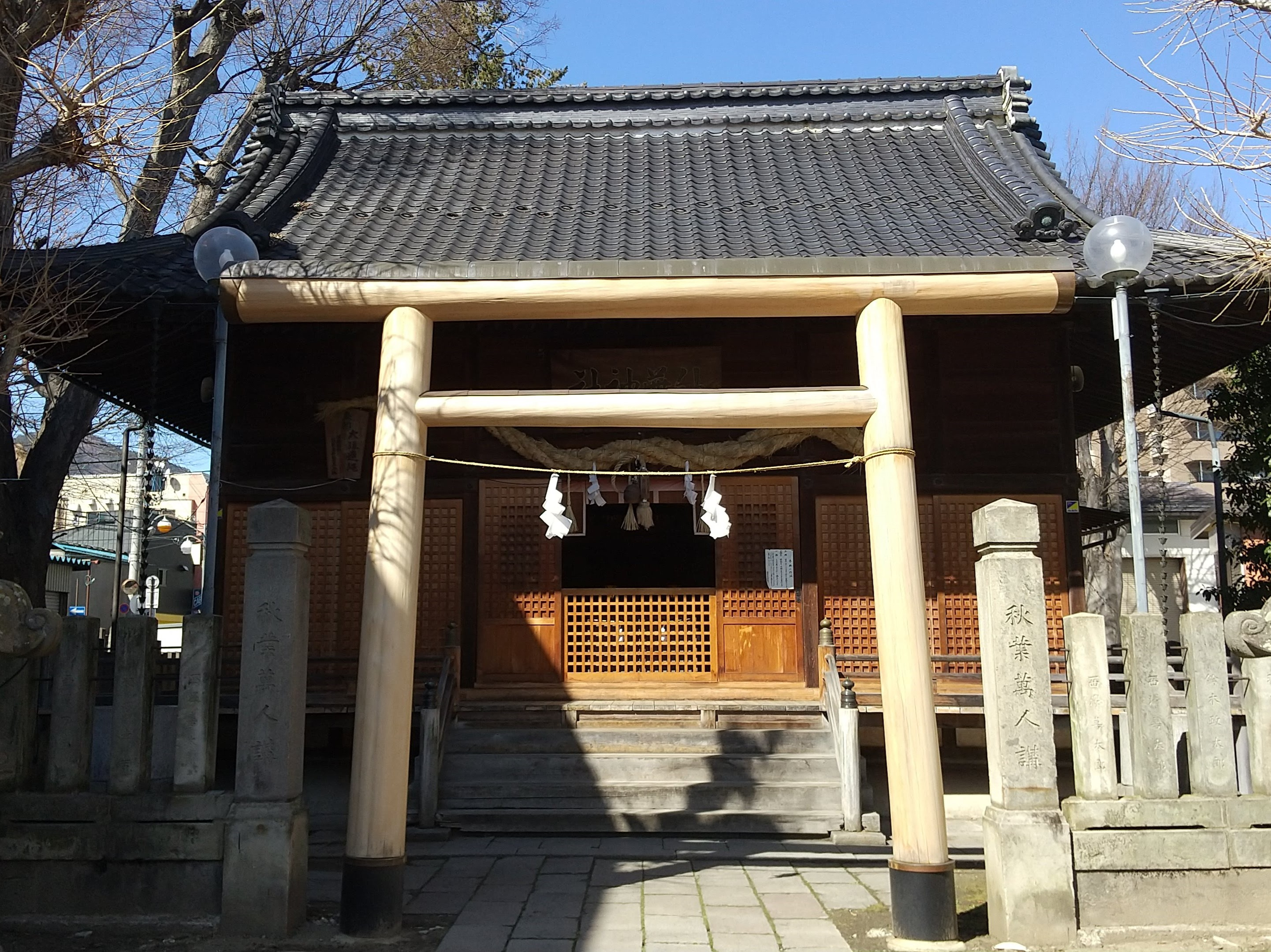
拝殿

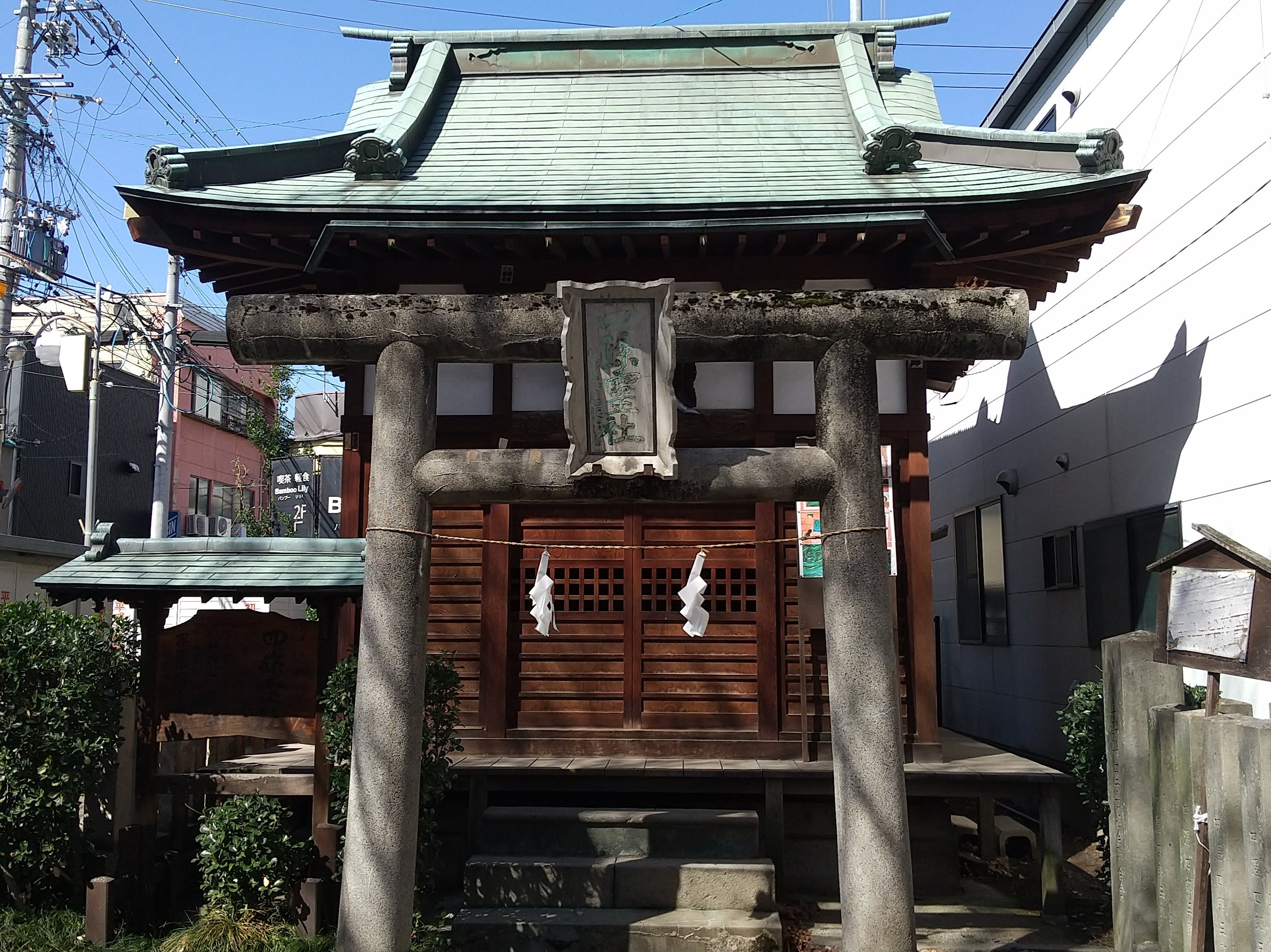
四条霊社

- 本殿 - 拝殿の裏に位置しており、石垣の上に鎮座している。

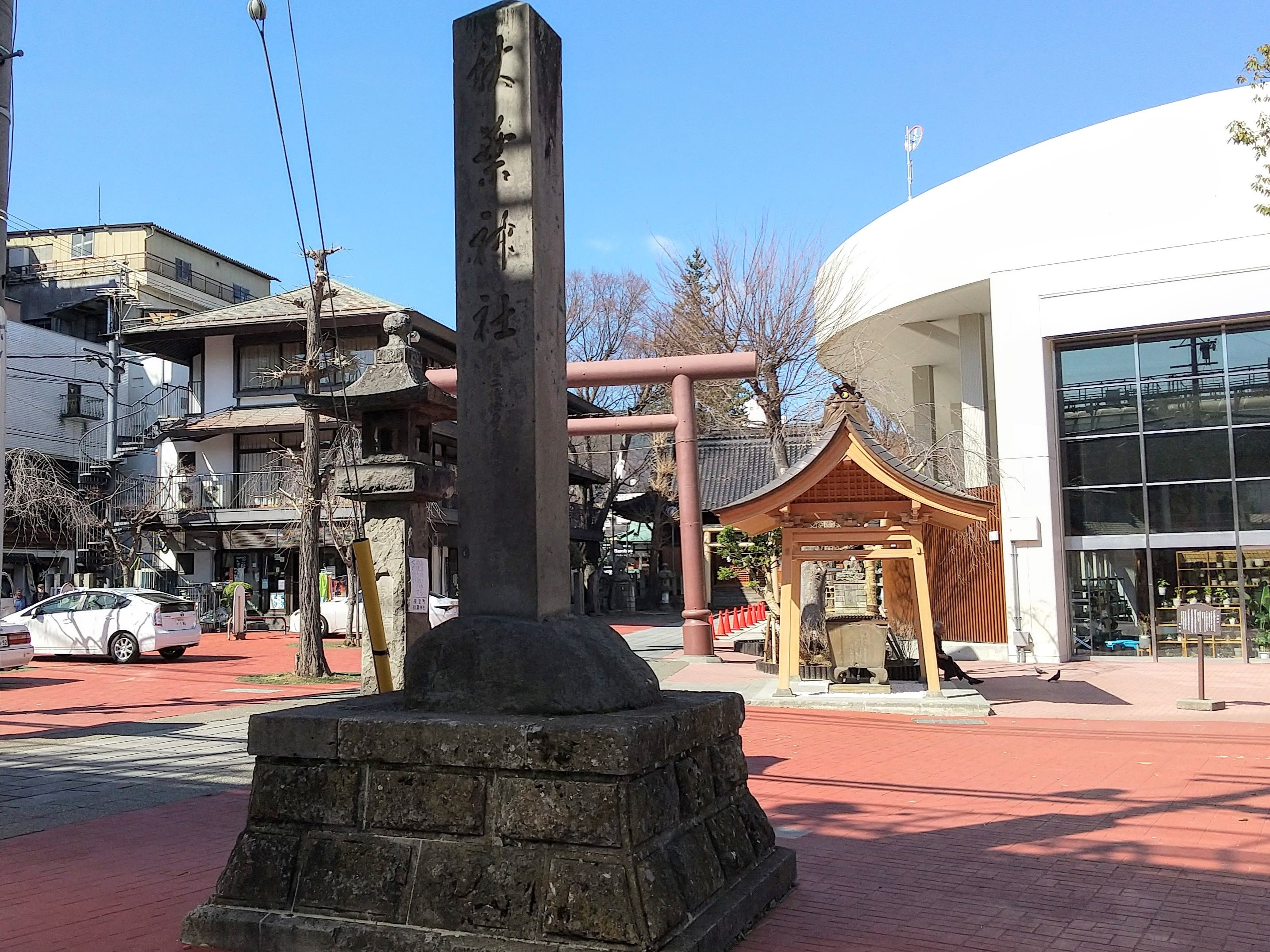
拝殿 - 秋葉神社が現在地に移転して4年目の1897年（明治30年）5月に完成。遊郭の人々の寄進[7]。
- 四条霊社 - 料理の祖神・磐鹿六雁命と庖丁道の祖・四条山蔭中納言藤原政朝卿を祭神とする。1906年（明治39年）に創建され、京都と長野の二社だけという[7]。
- 大鳥居 - 1898年（明治31年）4月に建てられた。鋳鉄製[7]。
- 社号の碑 - 角柱塔で、1896年（明治29年）7月秋葉神社がこの地に移った時に建立された。達筆かつ気品のある書体は人目をひき、社の格付けにも一役買っている。
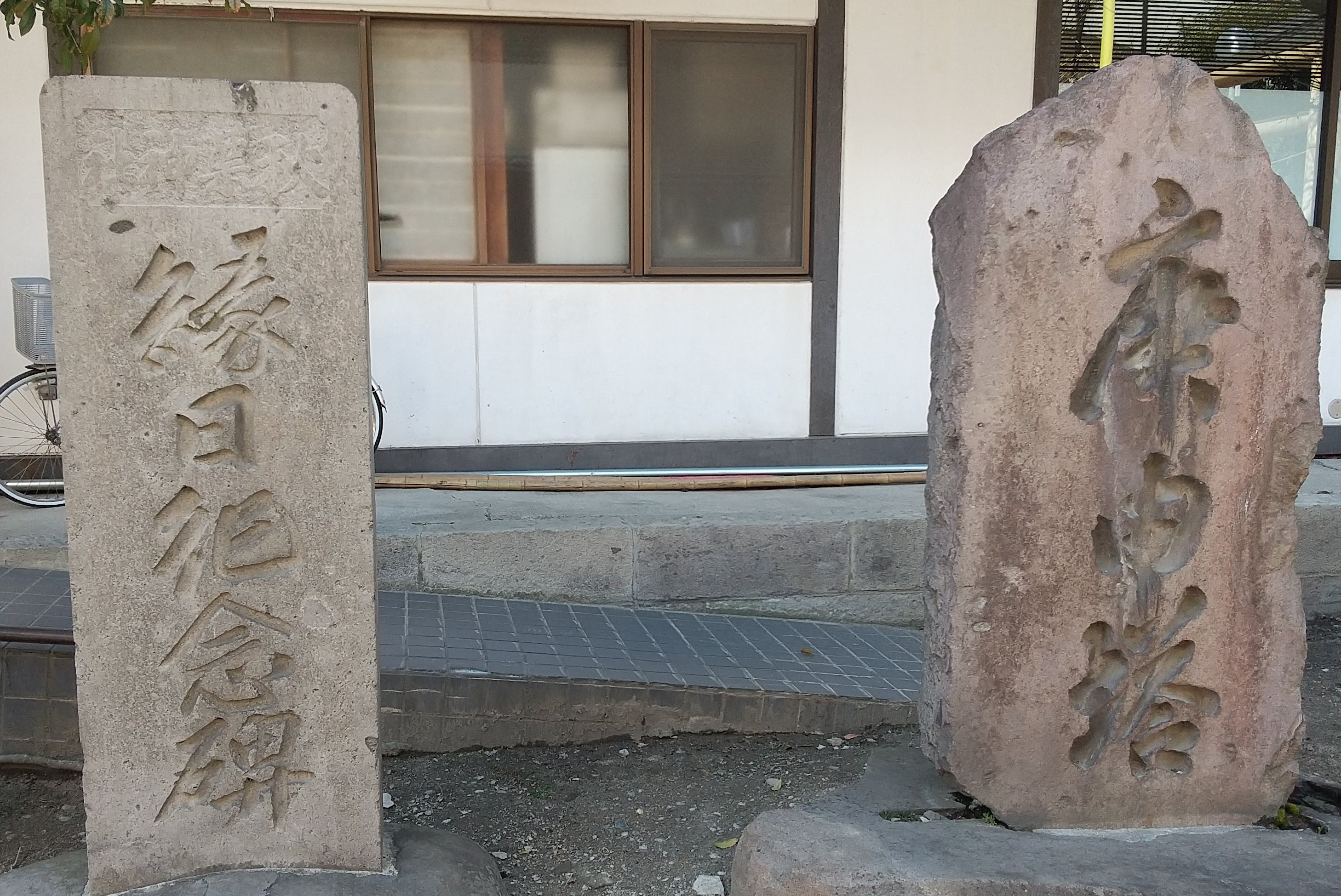
縁日の碑 - 1901年（明治34年）6月から縁日が催され、1904年（明治37年）3月に記念してこの碑が建てられた[8]。毎月17日が縁日と定められていた[9]。
- 庚申塔 - 縁日の碑に並んでいる。1812年（文化9年）に建てたものを1885年（明治18年）に改修した。非常に大きく、庚申塔としては旧市内で湯福神社に次いで2番目である。当時の権堂の人々の豊かさがわかる[9]。
- 手水舎 - 手水は1897年（明治30年）9月に遊郭から寄進された[9]。綿半スーパーセンター権堂店の屋上駐車場へのスロープ建設のため、2022年（令和4年）に南側へ移転[10]。
- 狛犬 - 1868年（慶応4年・明治元年）6月、寄進されたもの[9]。
- 秋葉神社改建紀功之碑 - 1896年（明治29年）8月建立。秋葉神社が現社地に移るまでのいきさつ等を記した碑で、秋葉神社の略史を正確に記してある[9]。
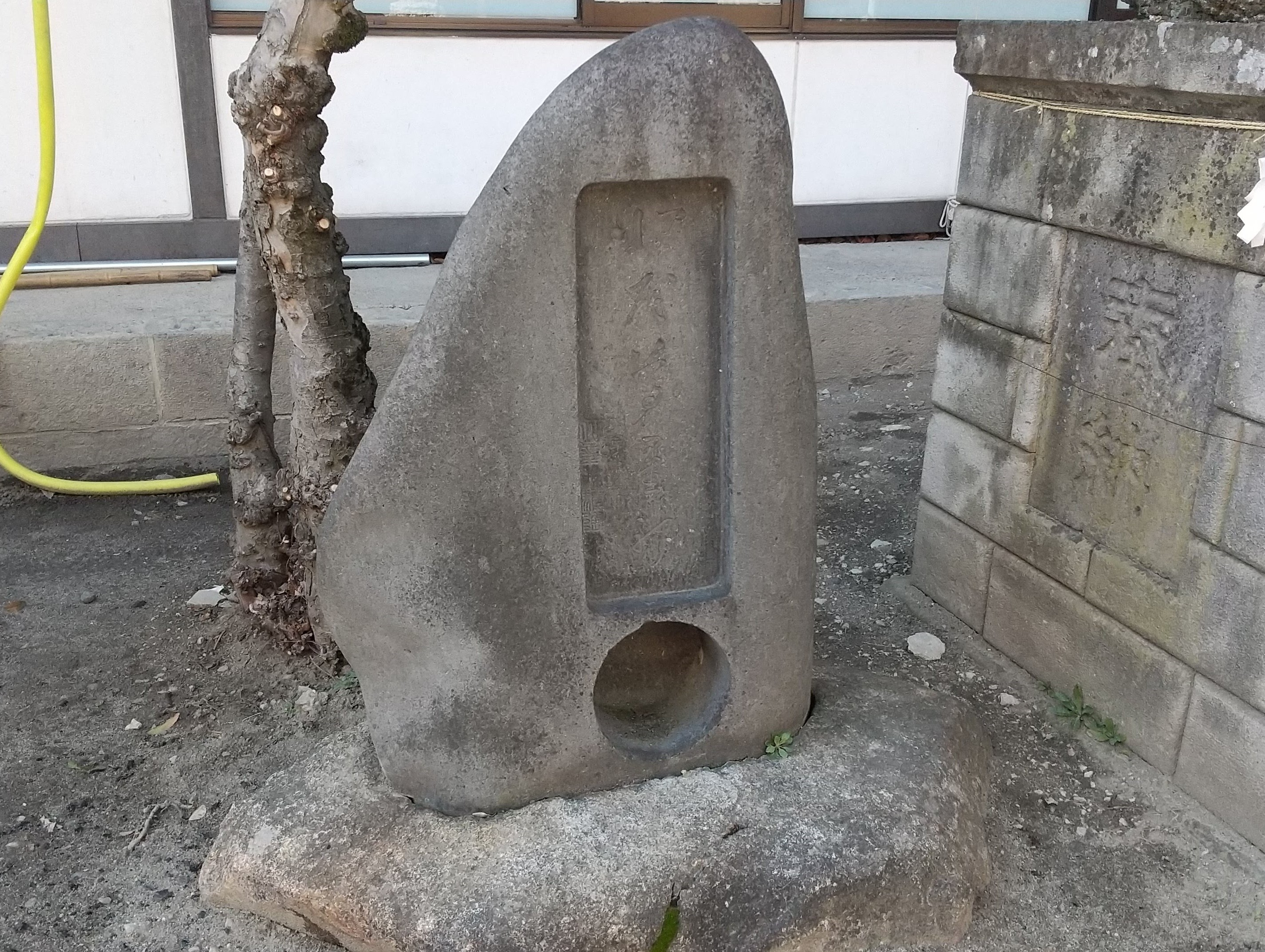
妙見さん（北辰尊星神） - 自然石の中央を長方形に彫り凹め、「北辰尊星神」と達筆の行書で書かれている。元々一個人の屋敷神になっていたのを、秋葉神社の境内に移したものだといわれる[9]。
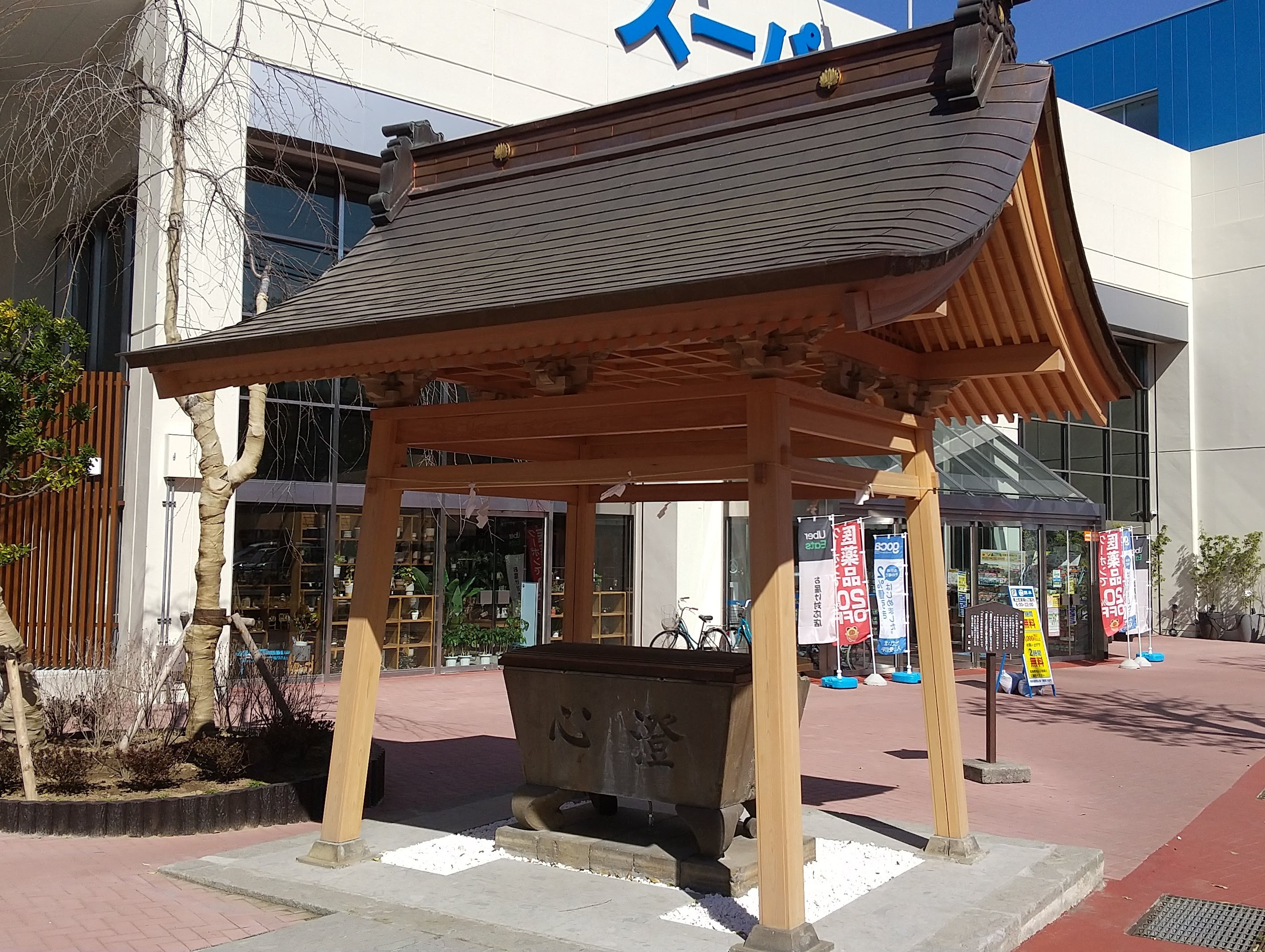
手水舎
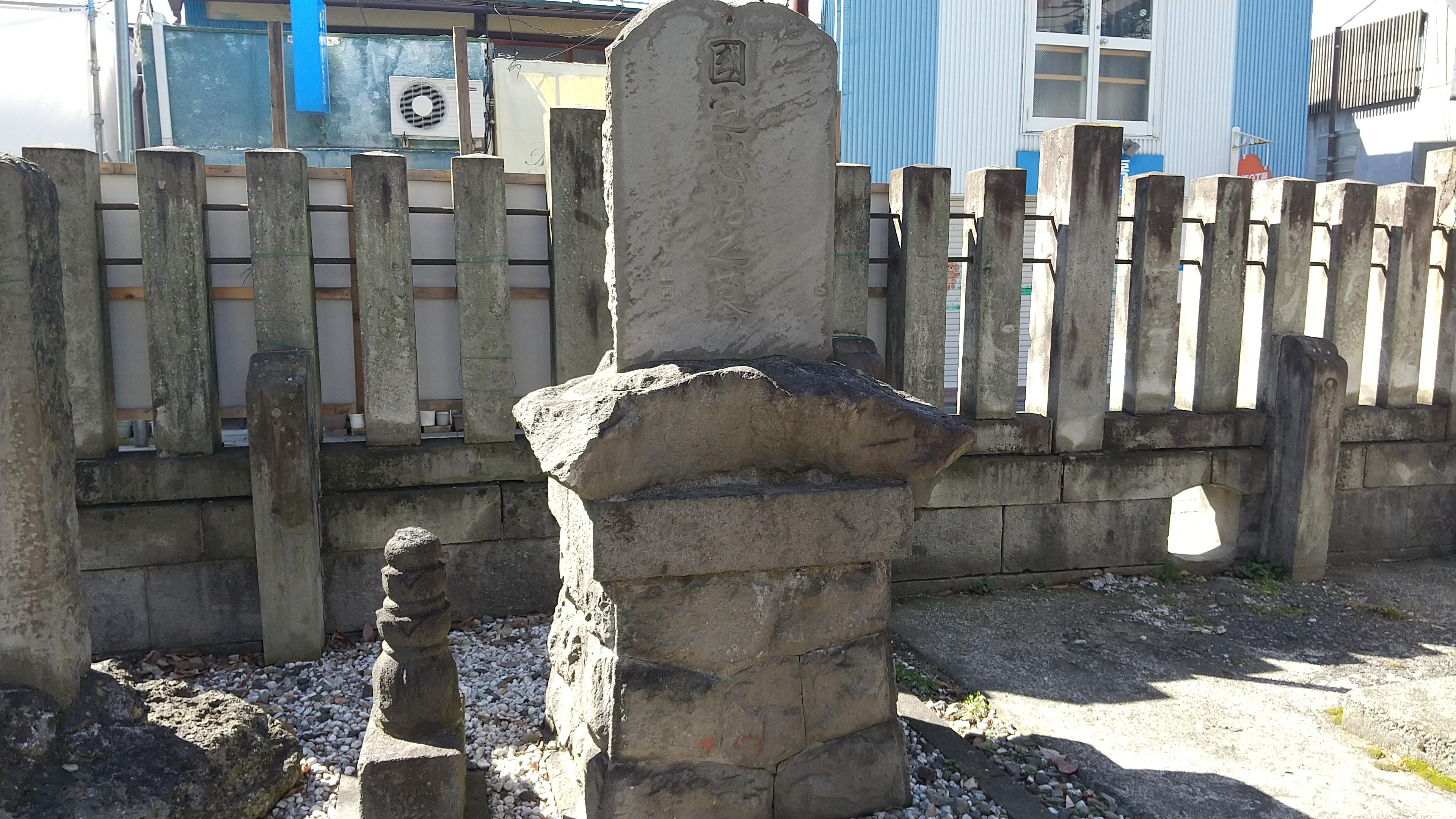
国定忠治の墓 - 1967年（昭和42年）に群馬県東村の養寿寺から分骨してもらったものである[11]。
- 忠治柳 - かつて裏権堂通りに国定忠治ゆかりの「忠治柳」があったが、1965年（昭和40年）に切り倒されてしまった[11]。その代わりとして、秋葉神社の境内に2010年（平成22年）植えられた[12]。
- 秋葉神社社務所・権堂町公民館・権堂町事務所 - 1978年（昭和53年）完成。  - 社号の碑
  - 縁日の碑と庚申塔
  - 妙見さん（北辰尊星神）
  - 手水舎
  - 国定忠治の墓

## 主な祭日
- 元旦祭（1月1日）
- 節分追儺祭（2月3日） - 秋葉神社の最大行事で、特に盛大な賑わいを見せる。1989年（平成元年）には7,000人もの人出となった。特別来賓として市長・代議士・タレントなど有名人が来て福豆やお菓子をまくのが恒例となっている[13]。過去には野際陽子、永島敏行、橋田寿賀子、井上順、森下愛子などが来賓として招かれた[5]。しかし、2021年（令和3年）、2022年（令和4年）はコロナ禍のため、中止。2023年（令和5年）には復活したものの、来賓はなかった[14]。
- 春季例祭（4月27日 - 28日）
- 秋季例祭（8月27日 - 28日）
- 七五三大成祈願（11月吉日）
- 越年祭（12月31日）